# División de Honor Andaluza 2016-17
La temporada 2016-17 de la División de Honor Andaluza de fútbol corresponde a la primera edición de este campeonato que ocupa el quinto nivel en el sistema de ligas de fútbol de España en Andalucía. Comenzó el 4 de septiembre de 2016 y finalizó el 28 de mayo de 2017.

## Sistema de competición
La liga consta de 39 clubes distribuidos por proximidad geográfica en un grupo de 20 y otro de 19 equipos, en el grupo 1 se incluyen los equipos de las provincias de Cádiz, Córdoba, Huelva y Sevilla; mientras que en el grupo 2 se incluyen los equipos de las provincias de Almería, Granada, Jaén y Málaga. En el grupo 1 los tres primeros clasificados ascienden directamente a Tercera División, mientras que en el grupo 2 ascienden los dos primeros clasificados para dejar un cupo en Tercera División a un club de Melilla.
Los seis últimos clasificados del grupo 1, y los cinco últimos del grupo 2 descienden directamente a Primera Andaluza. Para la próxima temporada se reducen los grupos a 18 equipos.

## Clasificaciones

### Grupo 1
| Pos. | Equipo                        | Pts. | PJ | G  | E  | P  | GF | GC  | Dif. |                                                        |
| ---- | ----------------------------- | ---- | -- | -- | -- | -- | -- | --- | ---- | ------------------------------------------------------ |
| 1    | Cádiz C. F. "B" (C, A)        | 82   | 38 | 25 | 7  | 6  | 83 | 28  | +55  | Ascenso a Tercera División                             |
| 2    | Salerm Puente Genil F. C. (A) | 73   | 38 | 22 | 7  | 9  | 72 | 36  | +36  | Ascenso a Tercera División                             |
| 3    | Xerez C. D. (A)               | 72   | 38 | 21 | 9  | 8  | 74 | 37  | +37  | Ascenso a Tercera División                             |
| 4    | C. D. Ciudad Lucena (A)       | 71   | 38 | 20 | 11 | 7  | 60 | 39  | +21  | Ascenso a Tercera División por disponibilidad de plaza |
| 5    | Estrella San Agustín C. F.    | 68   | 38 | 20 | 8  | 10 | 59 | 46  | +13  |                                                        |
| 6    | Xerez Deportivo F. C.         | 63   | 38 | 17 | 13 | 8  | 65 | 43  | +22  |                                                        |
| 7    | Conil C. F.                   | 60   | 38 | 17 | 9  | 12 | 65 | 47  | +18  |                                                        |
| 8    | C. D. Pozoblanco              | 58   | 38 | 17 | 7  | 14 | 39 | 36  | +3   |                                                        |
| 9    | La Palma C. F.                | 57   | 38 | 17 | 6  | 15 | 73 | 58  | +15  |                                                        |
| 10   | U. P. Viso                    | 54   | 38 | 14 | 12 | 12 | 47 | 38  | +9   |                                                        |
| 11   | A. D. Cartaya                 | 54   | 38 | 15 | 9  | 14 | 49 | 48  | +1   |                                                        |
| 12   | A. D. San José                | 52   | 38 | 14 | 11 | 13 | 57 | 45  | +12  |                                                        |
| 13   | Olímpica Valverdeña C. F.     | 45   | 38 | 12 | 9  | 17 | 55 | 74  | −19  |                                                        |
| 14   | C. D. Rota                    | 44   | 38 | 13 | 5  | 20 | 58 | 85  | −27  |                                                        |
| 15   | Chiclana C. F. (D)            | 42   | 38 | 12 | 6  | 20 | 46 | 62  | −16  | Descenso a Primera Andaluza                            |
| 16   | U. D. Roteña (D)              | 41   | 38 | 11 | 8  | 19 | 48 | 66  | −18  | Descenso a Primera Andaluza                            |
| 17   | Lora C. F. (D)                | 39   | 38 | 11 | 6  | 21 | 48 | 71  | −23  | Descenso a Primera Andaluza                            |
| 18   | C. M. D. San Juan (D)         | 38   | 38 | 11 | 6  | 21 | 58 | 78  | −20  | Descenso a Primera Andaluza                            |
| 19   | C. D. Pinzón (D)              | 27   | 38 | 5  | 13 | 20 | 45 | 71  | −26  | Descenso a Primera Andaluza                            |
| 20   | Almodóvar del Río C. F. (D)   | 11   | 38 | 3  | 4  | 31 | 25 | 118 | −93  | Descenso a Primera Andaluza                            |

Actualizado a los partidos jugados el 28 de mayo de 2019.
 Fuente: LaPreferente

### Grupo 2
| Pos. | Equipo                                | Pts. | PJ | G  | E  | P  | GF | GC | Dif. |                                     |
| ---- | ------------------------------------- | ---- | -- | -- | -- | -- | -- | -- | ---- | ----------------------------------- |
| 1    | Juventud de Torremolinos C. F. (C, A) | 86   | 36 | 27 | 5  | 4  | 96 | 28 | +68  | Ascenso a Tercera División          |
| 2    | Villacarrillo C. F. (A)               | 78   | 36 | 25 | 3  | 8  | 70 | 43 | +27  | Ascenso a Tercera División          |
| 3    | C. D. Athletic de Coín                | 69   | 36 | 20 | 9  | 7  | 62 | 40 | +22  |                                     |
| 4    | Atlético Porcuna C. F.                | 67   | 36 | 21 | 5  | 10 | 73 | 53 | +20  |                                     |
| 5    | C. D. Torreperogil                    | 60   | 36 | 18 | 7  | 11 | 71 | 55 | +16  |                                     |
| 6    | CDyC Estudiantes de Almería           | 56   | 36 | 16 | 8  | 12 | 59 | 53 | +6   |                                     |
| 7    | Arenas de Armilla CyD                 | 55   | 36 | 16 | 8  | 12 | 52 | 41 | +11  |                                     |
| 8    | Cúllar Vega C. F.                     | 47   | 36 | 14 | 5  | 17 | 45 | 46 | −1   |                                     |
| 9    | C. D. Estepona F. S.                  | 47   | 36 | 13 | 8  | 15 | 55 | 45 | +10  |                                     |
| 10   | C. D. Adra Milenaria                  | 46   | 36 | 14 | 6  | 16 | 61 | 65 | −4   |                                     |
| 11   | Linares Deportivo "B"                 | 46   | 36 | 11 | 13 | 12 | 56 | 57 | −1   | No participa la siguiente temporada |
| 12   | C. P. Almería                         | 46   | 36 | 13 | 8  | 15 | 55 | 60 | −5   |                                     |
| 13   | C. D. Atlético Monachil               | 45   | 36 | 13 | 6  | 17 | 50 | 56 | −6   |                                     |
| 14   | U. D. Pavía                           | 40   | 36 | 10 | 10 | 16 | 36 | 46 | −10  |                                     |
| 15   | C. D. Ronda (D)                       | 36   | 36 | 11 | 5  | 20 | 45 | 71 | −26  | Descenso a Primera Andaluza         |
| 16   | C. D. Oriente (D)                     | 34   | 36 | 9  | 7  | 20 | 39 | 66 | −27  | Descenso a Primera Andaluza         |
| 17   | C. D. Tiro Pichón (D)                 | 34   | 36 | 10 | 7  | 19 | 46 | 68 | −22  | Descenso a Primera Andaluza         |
| 18   | U. C. D. La Cañada Atlético (D)       | 31   | 36 | 9  | 4  | 23 | 38 | 70 | −32  | Descenso a Primera Andaluza         |
| 19   | C. D. Comarca del Mármol (D)          | 27   | 36 | 8  | 4  | 24 | 44 | 80 | −36  | Descenso a Primera Andaluza         |

Actualizado a los partidos jugados el 28 de mayo de 2017.
 Fuente: LaPreferente